# Anisopleura yunnanensis
Anisopleura yunnanensis là loài chuồn chuồn trong họ Euphaeidae (Epallagidae). Loài này được Zhu & Zhou miêu tả khoa học đầu tiên năm 1999.